# Ryan Sweeting

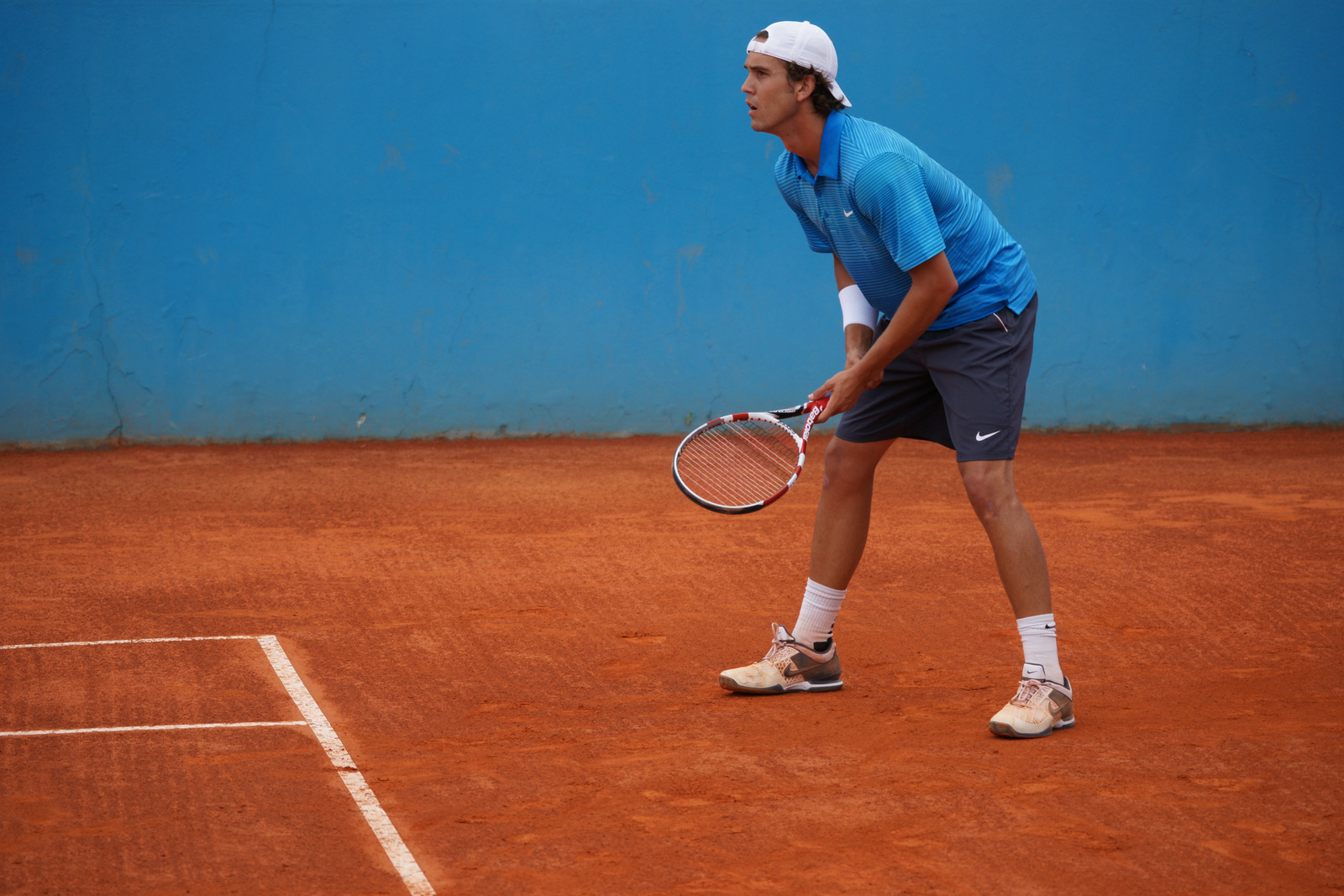
Sweeting im Jahr 2011

Ryan Sweeting (* 14. Juli 1987 in Nassau, Bahamas) ist ein ehemaliger US-amerikanischer Tennisspieler.

## Leben und Karriere
Ryan Sweeting wurde im bahamaischen Nassau geboren und begann im Alter von sechs Jahren Tennis zu spielen. Mit zwölf Jahren zog er in die Vereinigten Staaten nach Fort Lauderdale im Bundesstaat Florida, wo er seitdem lebt und trainierte. 2002 nahm er erstmals an einem internationalen Juniorenturnier teil, und 2004 konnte er seinen ersten Titel gewinnen. Das Jahr 2005 war das erfolgreichste als Junior, Sweeting gewann unter anderem die US Open und beendete das Jahr als Nummer 2 der Junioren-Weltrangliste. Als Junior trat er als für sein Geburtsland Bahamas an.
Nachdem er 2005 bereits zweimal im Davis Cup für die Bahamas angetreten war und dabei ein Einzel hatte gewinnen können, spielte Ryan Sweeting ab 2006 bei Herren-Turnieren. Im Mai 2006 konnte er bei seinem dritten Future-Turnier als Qualifikant seinen ersten Titel gewinnen. Im Juli 2006 qualifizierte er sich in Washington für sein erstes ATP-Turnier. Dort traf er auf den Top-100-Spieler Justin Gimelstob, den er in zwei Sätzen besiegte, bevor er in der zweiten Runde gegen Arnaud Clément ausschied. Einen Monat später gelang ihm in New Haven erneut die Qualifikation für ein ATP-Turnier, dort verlor er jedoch schon in der ersten Runde. Sein rasanter Aufstieg in die Top 500 der Tennis-Weltrangliste innerhalb weniger Monate wurde mit einer Wildcard für die US Open 2006 belohnt. Dort profitierte er in der ersten Runde von einer frühen Aufgabe seines Gegners Guillermo Coria. In der zweiten Runde führte er gegen den an Position 26 gesetzten Olivier Rochus bereits mit 2:1 Sätzen, verlor das Match aber letztendlich noch in fünf Sätzen. Zum Jahresende 2006 nahm Ryan Sweeting die US-amerikanische Staatsbürgerschaft an, für die er von nun an antrat. Im Davis Cup spielte er allerdings nicht für die Vereinigten Staaten, er diente jedoch bei einigen Begegnungen als Trainingspartner.
Ende Januar 2007 konnte Sweeting beim ATP-Turnier von Delray Beach die beiden Top-100-Spieler Michael Russell und Simon Greul besiegen, verpasste jedoch den Sprung ins Viertelfinale. Im weiteren Jahresverlauf bekam er noch für vier weitere US-amerikanische ATP-Turniere (darunter die US Open) eine Wildcard, er schied jedoch jeweils in der ersten Runde aus. Ansonsten spielte er in diesem Jahr größtenteils Turniere der ATP Challenger Tour, wo er mehrere Viertelfinals und in New Orleans ein Halbfinale erreichte und sich somit in den Top 300 der Weltrangliste etablieren konnte. Im Doppel konnte er in diesem Jahr sogar drei Challenger-Titel gewinnen und stieg in der Weltrangliste bis auf Rang 145.
In den ersten Monaten des Jahres 2008 spielte Ryan Sweeting bei vielen ATP-Turnieren in der Qualifikation und schaffte schließlich beim Masters-Turnier von Miami den Sprung ins Hauptfeld. Dort besiegte er mit Filippo Volandri erstmals einen Spieler aus den Top 50, bevor er gegen den an Position 18 gesetzten Juan Mónaco ausschied. In der Weltrangliste stieg er daraufhin bis auf Platz 211, seine bis dahin beste Platzierung. Für die US Open bekam Sweeting in diesem Jahr keine Wildcard, er konnte sich jedoch erfolgreich durch die Qualifikation kämpfen. In der ersten Hauptrunde scheiterte er dann aber an Roko Karanušić. Im November 2008 gelang Sweeting sein bislang größter Erfolg, als er in Rimouski durch einen Sieg über Kristian Pless seinen ersten Challenger-Titel im Einzel gewann.
Das Jahr 2009 ging erfolgreich weiter: Nach einer Halbfinalteilnahme beim Challenger-Turnier von Nouméa im Januar 2009 konnte Ryan Sweeting im Februar 2009 in Dallas seinen zweiten Titel gewinnen. In den folgenden Monaten trat er bei mehreren US-amerikanischen ATP-Turnieren an; teilweise als Qualifikant, teilweise mit einer Wildcard. Dabei konnte er beim Indian Wells Masters die zweite Runde erreichen, als er den Top-100-Spieler Wayne Odesnik besiegte. In Houston schied er zwar in der Qualifikation aus, konnte aber dafür im Doppel zusammen mit seinem Partner Jesse Levine das Finale erreichen. Dort waren sie aber chancenlos gegen die Bryan-Brüder. Im Juli 2009 erreichte Ryan Sweeting in Los Angeles als Qualifikant zum zweiten Mal in diesem Jahr die zweite Runde eines ATP-Turniers und stieg danach in der Weltrangliste auf seine neue persönliche Bestmarke Rang 141. Für die US Open bekam er wie schon in den Jahren 2006 und 2007 eine Wildcard, er unterlag jedoch in der ersten Runde in drei knappen Sätzen dem späteren Viertelfinalisten Marin Čilić. Zum Jahresabschluss erreichte Sweeting dann im November 2009 noch zwei Challenger-Halbfinals.
Das Jahr 2010 begann mit der knapp verpassten Qualifikation für die Australian Open, gefolgt von einer erfolgreichen Titelverteidigung beim Challenger-Turnier in Dallas im Februar 2010. Bei den folgenden US-amerikanischen Hartplatzturnieren konnte er sich in drei von vier Versuchen für das Hauptfeld qualifizieren, und erreichte in Houston durch einen Sieg über Jewgeni Koroljow die zweite Runde. Im April und Mai 2010 spielte er bei mehreren Challenger-Turnieren und erreichte dabei in Savannah ein Finale sowie noch zwei Halbfinals. Als Lohn für seine jüngsten Erfolge bekam er für die French Open eine Wildcard, schied jedoch bereits in der ersten Runde gegen Juan Ignacio Chela aus. Einen Monat später scheiterte er in Wimbledon in der dritten Qualifikationsrunde in fünf Sätzen an Robert Kendrick, rückte dann aber dennoch als einer von sieben Lucky Losern ins Hauptfeld nach. Dort verlor er in vier Sätzen gegen Benjamin Becker. Im August 2010 erreichte Ryan Sweeting in Washington als Qualifikant unter anderem durch einen Sieg über den Top-50-Spieler Michaël Llodra erstmals die dritte Runde eines ATP-Turniers. Dort war dann aber gegen den an Position 3 gesetzten Fernando Verdasco Endstation. Bei den US Open bekam er wie schon im Vorjahr eine Wildcard, und erneut schied er bereits in der ersten Runde gegen Ričardas Berankis aus. Zum Jahresabschluss erreichte Ryan Sweeting in Calabasas sein drittes Challenger-Finale in diesem Jahr, welches er in drei Sätzen gegen Marinko Matosevic verlor.
Anfang 2011 konnte sich Ryan Sweeting erstmals für die Australian Open qualifizieren. In der ersten Hauptrunde setzte er sich in drei Sätzen gegen Daniel Gimeno Traver durch, war dann aber in der zweiten Runde chancenlos gegen den Weltranglistenersten Rafael Nadal. Dennoch konnte er dadurch für kurze Zeit erstmals in die Top 100 der Weltrangliste einziehen. Im Februar 2011 besiegte Sweeting in Delray Beach als Qualifikant zunächst Igor Andrejew und dann in der zweiten Runde den an Position 3 gesetzten Sam Querrey und zog dadurch erstmals in das Viertelfinale eines ATP-Turniers ein. Dort gewann er gegen Kei Nishikori zwar den ersten Satz, verlor das Match aber noch in drei Sätzen. Einen Monat später besiegte Ryan Sweeting in Indian Wells als Qualifikant die Top-50-Spieler Marcel Granollers und Juan Mónaco und zog somit erstmals in die dritte Runde eines Masters-Turniers ein. Dort verlor er jedoch wie schon zwei Monate zuvor deutlich gegen Rafael Nadal. Im April 2011 gelang Ryan Sweeting sein bislang größter Erfolg: Beim ATP-Turnier in Houston, wo er mit einer Wildcard antrat, spielte er sich unter anderem durch einen erneuten Sieg über den an Position 2 gesetzten Sam Querrey bis ins Finale vor. Dort gewann er in zwei Sätzen gegen Kei Nishikori seinen ersten ATP-Titel. In der Weltrangliste verbesserte er sich durch die jüngsten Erfolge bis auf Platz 65.
Sweeting bestritt 2014 aufgrund einer Rückenverletzung lediglich ein einziges Turnier auf der Future Tour. Erst im Januar 2015 folgte eine weitere Teilnahme bei einem Future sowie mehrere Teilnahmen bei Challengern. Im April 2015 erhielt er eine Wildcard für die Qualifikation des World-Tour-Turniers in Houston, wo er die zweite Runde erreichte. Im August 2015 erklärte er seinen Rücktritt.

## Persönliches
Im März 2006 wurde er mit 1,3 Promille im Blut beim Autofahren erwischt. Da er auch Drogen bei sich hatte und man annahm, er wolle diese weiterverkaufen, erhielt er eine Bewährungsstrafe von einem Jahr und 50 Stunden Sozialdienst. Den Führerschein musste er für sechs Monate abgeben. Von 2013 bis 2016 war er mit der US-amerikanischen Schauspielerin Kaley Cuoco verheiratet.

## Erfolge
| Legende (Anzahl der Siege)      |
| Grand Slam (1)                  |
| ATP World Tour Finals           |
| ATP World Tour Masters 1000 (1) |
| ATP World Tour 500 (3)          |
| ATP World Tour 250 (1)          |
| ATP Challenger Tour (6)         |

| ATP-Titel nach Belag |
| Hartplatz (0)        |
| Sand (1)             |
| Rasen (0)            |

### Einzel

#### Turniersiege

##### ATP World Tour
| Nr. | Datum          | Turnier | Belag | Finalgegner   | Ergebnis  |
| --- | -------------- | ------- | ----- | ------------- | --------- |
| 1.  | 10. April 2011 | Houston | Sand  | Kei Nishikori | 6:4, 7:63 |

##### ATP Challenger Tour
| Nr. | Datum            | Turnier    | Belag         | Finalgegner    | Ergebnis  |
| --- | ---------------- | ---------- | ------------- | -------------- | --------- |
| 1.  | 9. November 2008 | Rimouski   | Teppich (i)   | Kristian Pless | 6:4, 7:63 |
| 2.  | 7. Februar 2009  | Dallas (1) | Hartplatz (i) | Brendan Evans  | 6:4, 6:3  |
| 3.  | 6. Februar 2010  | Dallas (2) | Hartplatz (i) | Carsten Ball   | 6:4, 6:2  |

### Doppel

#### Turniersiege
| Nr. | Datum              | Turnier    | Belag     | Partner        | Finalgegner                    | Ergebnis  |
| --- | ------------------ | ---------- | --------- | -------------- | ------------------------------ | --------- |
| 1.  | 29. Juli 2007      | Lexington  | Hartplatz | Brendan Evans  | Ross Hutchins Phillip Simmonds | 6:4, 6:4  |
| 2.  | 12. August 2007    | Binghamton | Hartplatz | Scott Oudsema  | Richard Bloomfield Im Kyu-tae  | 7:65, 7:5 |
| 3.  | 23. September 2007 | Lubbock    | Hartplatz | Alex Kuznetsov | Rik De Voest Bobby Reynolds    | 6:3, 6:2  |

#### Finalteilnahmen
| Nr. | Datum          | Turnier | Belag | Partner      | Finalgegner          | Ergebnis |
| --- | -------------- | ------- | ----- | ------------ | -------------------- | -------- |
| 1.  | 12. April 2009 | Houston | Sand  | Jesse Levine | Bob Bryan Mike Bryan | 1:6, 2:6 |